# Dactyliandra welwitschii
Dactyliandra welwitschii är en gurkväxtart som beskrevs av Joseph Dalton Hooker. Dactyliandra welwitschii ingår i släktet Dactyliandra, och familjen gurkväxter. Inga underarter finns listade i Catalogue of Life.